# Kazanstationen

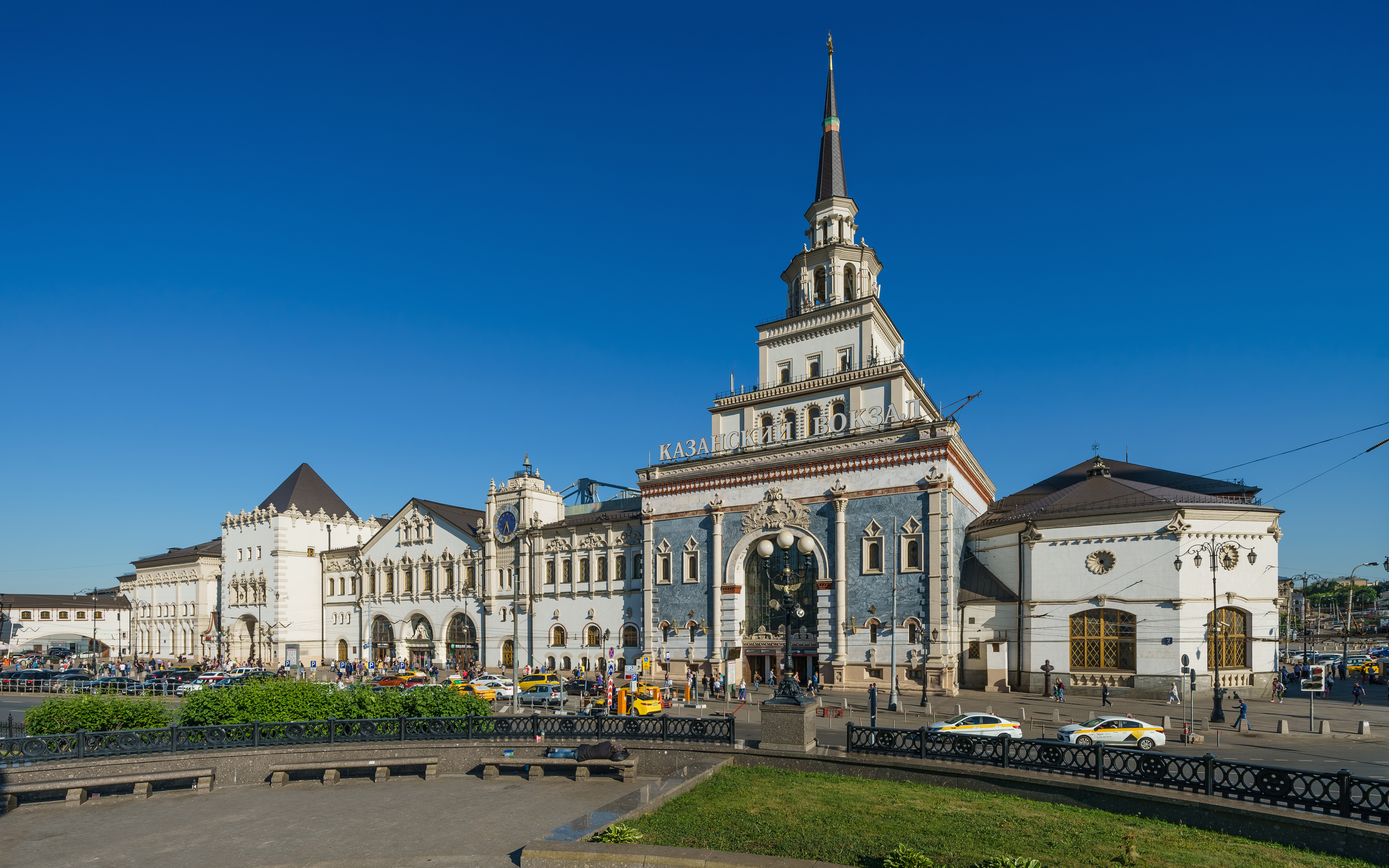
Kazanskij-stationen

Kazanstationen, eller Kazanskijstationen (Ryska: Каза́нский вокза́л, Kazanskij vokzal) är en av de nio stora järnvägsstationerna i Moskva.
Från stationen utgår två stora järnvägslinjer, linjen österut mot Kazan, Jekaterinburg och vidare (vilket är en alternativ rutt i Transsibiriska järnvägen), och linjen mot sydöst till Rjazan.
Kazanskij ligger vid Komsomolskaja-torget, där även de två järnvägsstationerna Leningradskij och Jaroslavskij ligger, liksom tunnelbanestationen Komsomolskaja-Koltsevaja. 

## Stationsbyggnaden
Den nuvarande stationen ritades 1913 av Aleksej Sjtjusev, och stod färdigbyggd 1940. Stationen är en jugendbyggnad där element från Kremltornen mästerligt blandas med traditionell tatararkitektur. Stationens karakteristiska röda torn liknar Sujumbiketornet i Kazan, ett av stadens mest kända landmärken.